# Vương Độ (nhà Tùy)
Vương Độ (chữ Hán: 王度, 584? – 621?), người đất Kỳ, Thái Nguyên, là quan lại và sử gia cuối thời Tùy đầu thời Đường.
Ông là con của Vương Long giữ chức bác sĩ Quốc tử đầu những năm Khai Hoàng, anh của Vương Tích và là em của nhà nho Vương Thông. Năm sinh và năm mất của ông không rõ. Đầu những năm Đại Nghiệp làm ngự sử, bị bãi chức về Hà Đông, đến năm Đại Nghiệp thứ tám (612) về Trường An kiêm chức Trước tác lang, phụng chiếu hoàng đế soạn quốc sử. Năm Đại Nghiệp thứ chín (613), ông rời kinh nhậm chức Nhuế Thành lệnh, làm trì tiết Hà Bắc đạo, mở kho lương cứu tế dân đói Thiểm Đông. Sau này lại về triều làm ngự sử như cũ.
Từ lúc chuyển sang thời Đường thì phần đời sau này của ông không mấy ai biết đến. Có thuyết nói Vương Độ là tác giả của cuốn Cổ kính ký. Vương Độ vốn thích lời nói của âm dương gia, phần nhiều mê tín dị đoan. Theo ghi chép trong Toàn Đường văn thì ông từng soạn quyển Tùy sử nhưng đã qua đời trước khi kịp hoàn thành tác phẩm này.